# Witalij Titow (piłkarz ręczny)
Witalij Titow, ros. Виталий Титов; biał. Віталій Цітоў, Witalij Citou (ur. 2 maja 1980 w Bobrujsku) – białoruski piłkarz ręczny posiadający obywatelstwo polskie, prawy rozgrywający. Trzykrotny mistrz Polski z Wisłą Płock (2004, 2005, 2006). Król strzelców Superligi w sezonach 2015/2016 i 2016/2017 w barwach KPR-u Legionowo.

## Kariera sportowa
Ukończył studia na kierunku wychowanie fizyczne o specjalności piłka ręczna na Uniwersytecie Państwowym w Homlu. W tym mieście rozpoczął karierę sportową w zespole uniwersyteckim. W sezonie 2000/2001 był zawodnikiem AZS-u AWF Biała Podlaska, w którym rozegrał 17 meczów i rzucił 75 bramek.
W sezonie 2001/2002 reprezentował barwy MMTS-u Kwidzyn. W latach 2002–2007 był zawodnikiem Wisły Płock, z którą trzykrotnie wywalczył mistrzostwo Polski (2004, 2005, 2006) i dwukrotnie zdobył Puchar Polski (2005, 2007). W barwach płockiego klubu występował również w Lidze Mistrzów, w której w ciągu czterech sezonów rzucił 47 bramek. Następnie przez jeden sezon był zawodnikiem słoweńskiego RK Koper. W latach 2008–2012 grał w cypryjskim SPE Strovolos.
W pierwszej połowie 2013 był zawodnikiem Piotrkowianina Piotrków Trybunalski, w którym rozegrał 12 meczów i rzucił 69 bramek. Następnie przeszedł do KPR-u Legionowo. W sezonie 2013/2014 zajął 3. miejsce w klasyfikacji najlepszych strzelców polskiej ekstraklasy – w 27 spotkaniach zdobył 174 bramki. W sezonie 2015/2016 został królem strzelców Superligi – w 28 meczach rzucił 173 gole. W sezonie 2016/2017 ponownie został królem strzelców Superligi – tytuł został mu przyznany po rundzie zasadniczej, w której rozegrał 26 meczów i rzucił 175 bramek, natomiast w całych rozgrywkach zanotował 31 występów i 210 goli.
W lipcu 2017 przeszedł do Azotów-Puławy, z którymi podpisał dwuletni kontrakt. W sezonie 2017/2018 rozegrał w Superlidze 31 meczów i zdobył 63 gole. Wystąpił też w pięciu spotkaniach Pucharu EHF, w których rzucił 12 bramek. W sezonie 2018/2019 rozegrał w lidze 23 mecze i zdobył 25 goli, zaś w Pucharze EHF zanotował osiem spotkań, w których rzucił 11 bramek. W 2019 odszedł z Azotów-Puławy.

## Sukcesy
Wisła Płock
- Mistrzostwo Polski: 2003/2004, 2004/2005, 2005/2006
- Puchar Polski: 2004/2005, 2006/2007

Indywidualne
- Król strzelców Superligi:
  - 2015/2016 (173 bramki; KPR Legionowo)[7]
  - 2016/2017 (175 bramek – przyznany tytuł[8]; 210 bramek – cały sezon[9]; KPR Legionowo)
- 3. miejsce w klasyfikacji najlepszych strzelców Superligi: 2013/2014 (174 bramki; KPR Legionowo)[6]